# Wanda (Burkina Faso)
Pour les articles homonymes, voir Wanda (homonymie).
Wanda est une commune située dans le département de Zabré de la province de Boulgou dans la région du Centre-Est au Burkina Faso.